# Fabien Grolleau
Pour les articles homonymes, voir Grolleau (homonymie).
Fabien Grolleau, né le 24 février 1972 à Cholet, est un auteur et un éditeur français de bande dessinée.

## Biographie
Né à Cholet, il y passe son enfance puis habite un temps à Indre, où il découvre Jean-Jacques Audubon par le biais du marais Audubon.
Il commence sa vie professionnelle en tant qu'architecte DPLG avant de se consacrer à la bande dessinée.
Avec Thierry Bedouet, il crée en 2003 la maison d'édition Vide Cocagne basée à Nantes. Il s'y consacre dans un premier temps à l'écriture de fanzines. À partir de 2011, il y publie des ouvrages, tant comme dessinateur que comme scénariste.
En 2016, sort Sur les ailes du monde, Audubon, un album réalisé avec Jérémie Royer et consacré au naturaliste franco-américain Jean-Jacques Audubon. Fruit de plus de trois ans de travail, cet album est récompensé par le Prix de la BD géographique décerné au Festival International de Géographie en 2016.
En 2018, HMS Beagle, Aux origines de Darwin, toujours dessiné par Jérémie Royer et publié aux éditions Dargaud reçoit le Prix « Le goût des sciences », catégorie jeunesse, du Ministère de l'Enseignement supérieur, de la Recherche et de l'Innovation.

## Ouvrages
- avec Thierry Bedouet, Totem / La cité, Nantes, Vide Cocagne, coll. « Mastadar », 2010, 56 p. (ISBN 978-2-9537105-0-2)
- avec Végas, Zonzon : Matons, Nantes, Vide Cocagne, coll. « Mastadar », 2011, 56 p. (ISBN 978-2-9537105-9-5)
- Le masque du fantôme, vol. 1 : Le château des ombres, Paris, Delcourt, coll. « Shampooing », 2011, 190 p. (ISBN 978-2-7560-1747-1)
- Le masque du fantôme, vol. 2 : La cité des masques, Paris, Delcourt, coll. « Shampooing », 2011, 185 p. (ISBN 978-2-7560-2364-9)
- avec Thierry Bedouet (dessins et couleurs), Jacques a dit, Paris, Sarbacane, 2013, 103 p. (ISBN 978-2-84865-603-8)
- avec Abdel de Bruxelles (dessins), Dum, vol. 1 : Le temps de l'innocent, Nantes, Vide Cocagne, coll. « Épicerie fine », 2014, 32 p. (ISBN 979-10-90425-45-3)
- avec Abdel de Bruxelles (dessins), Dum, vol. 2 : L'enlèvement du simple, Nantes, Vide Cocagne, coll. « Épicerie fine », 2014, 32 p. (ISBN 979-10-90425-57-6)
- avec Abdel de Bruxelles (dessins), Dum, vol. 3 : L'épée des justes, Nantes, Vide Cocagne, coll. « Épicerie fine », 2015, 32 p. (ISBN 979-10-90425-66-8)
- Muffin, vol. 1 : Le gâteau de la discorde, Nantes, Vide Cocagne, coll. « Épicerie fine », 2014, 32 p. (ISBN 979-10-90425-48-4)
- Muffin, vol. 2 : La cabane au bord de l'abîme, Nantes, Vide Cocagne, coll. « Épicerie fine », 2015, 32 p. (ISBN 979-10-90425-60-6)
- Muffin, vol. 3 : Bientôt les pieuvres, Nantes, Vide Cocagne, coll. « Épicerie fine », 2015, 32 p. (ISBN 979-10-90425-70-5)
- avec Robin Raffalli (dessins), Chevalier des sables, vol. 1 : Le colosse de Jéricho, Paris, Sarbacane, 2015, 48 p. (ISBN 978-2-84865-836-0)
- avec Robin Raffalli (dessins), Chevalier des sables, vol. 2 : Les trompettes de la destruction, Paris, Sarbacane, 2016, 44 p. (ISBN 978-2-84865-866-7)
- avec Lou Bonelli-Cresta (dessins et couleurs) et Benjamin Mialet (couleurs), L'Écureuil, vol. 1 : Un démon sous les toits, Paris, Sarbacane, 2016, 60 p. (ISBN 978-2-84865-887-2)
- avec Jérémie Royer (dessins et couleurs), Sur les ailes du monde, Audubon, Paris, Dargaud, 2016, 174 p. (ISBN 978-2-205-07357-7)
- avec Thomas Gilbert (dessins), Nordics, vol. 1 : La Grande Faim du Tupilak, Paris, Sarbacane, 2018, 48 p. (ISBN 978-2-37731-050-0)
- avec Clément C.Fabre (dessins), Le Chantier, Paris, Marabulles 2018
- avec Jérémie Royer (dessins et couleurs), HMS Beagle, aux origines de Darwin, Paris, Dargaud, 2018, 174 p. (ISBN 9782205077063)
- avec Thomas Gilbert (dessins), Nordics, vol. 2 : Le réveil de la reine shaman, Paris, Sarbacane, 2019, 48 p.
- Fabien Grolleau, Pixel Vengeur et Delf, Mamhot[7], Jungle, septembre 2019, 81 p. (ISBN 978-2-8222-2607-3).
- avec Abdel de Bruxelles (dessins), Tanger sous la pluie, Dargaud, 2022, 120 p. (ISBN 9782205079715)
- avec Jérémie Royer (dessins et couleurs), L'étrange voyage de R.L. Stevenson, Paris, Dargaud, 2021, 192 p. (ISBN 9782205083781)

Il a notamment dessiné le plan du bioparc de Doué-la-Fontaine[réf. souhaitée].

## Prix et récompenses
- 2016 : Prix de la BD géographique pour Sur les ailes du monde, Audubon (dessins et couleurs de Jérémie Royer)
- 2019 :  Prix du livre scientifique jeunesse pour HMS Beagle, aux origines de Darwin  (dessins et couleurs de Jérémie Royer)[réf. nécessaire]